# Pentachaetinae
Pentachaetinae je podtribus glavočika,  dio tribusa Astereae. Postoje 4 roda; tipičan je Pentachaeta iz Sjeverne Amerike.

## Rodovi
1. Pentachaeta Nutt. (6 spp.)
2. Rigiopappus A. Gray (1 sp.)
3. Tracyina S. T. Blake (1 sp.)
4. Ericameria Nutt. (37 spp.)